# P.M. Dawn
I P.M. Dawn sono un gruppo musicale hip hop statunitense, formatosi nel 1988 e originario del New Jersey.

## Storia del gruppo
Il gruppo era originariamente composto dai fratelli Attrell Cordes (15 maggio 1970 - 17 giugno 2016), conosciuto come Prince Be, e Jarrett Cordes, conosciuto come DJ Minutemix. Quest'ultimo nel 2005 ha lasciato il gruppo e il suo posto è stato preso da Doc.G (Dr. Giggles).
Hanno avuto un buon successo di critica e pubblico con i primi due album. Il loro singolo di maggior successo è stato Set Adrift on Memory Bliss, brano contenente un campionamento di True, canzone celebre degli Spandau Ballet.
Hanno vinto i BRIT Awards 1992 nella categoria "rivelazione internazionale".

## Discografia
Album in studio
- 1991 – Of the Heart, of the Soul and of the Cross: The Utopian Experience
- 1993 – The Bliss Album...?
- 1995 – Jesus Wept
- 1998 – Dearest Christian, I'm So Very Sorry for Bringing You Here. Love, Dad
- 2000 – F*ucked Music

Raccolte
- 2000 – The Best of P.M. Dawn